# Campeonato Europeo de Baloncesto Masculino Sub-16 de 2025
El Campeonato Europeo Sub-16 de Baloncesto Masculino de 2025 fue la trigésimo séptima edición del campeonato europeo de baloncesto para selecciones nacionales masculinas sub-16. El campeonato se jugó en Tiflis, Georgia, del 8 al 16 de agosto de 2025, con 16 selecciones participantes. Serbia se proclamó ganadora por segunda vez (como país independiente) en la historia del campeonato, al derrotar a Lituania en la final por 99-86. Francia, que buscaba defender el título que conquistó en la anterior edición, terminó en quinto lugar.

## Organización

### Sedes
| Tiflis            |                            |
| Tiflis            |                            |
| Tbilisi Arena     | Palacio Olímpico de Tiflis |
| Capacidad: 10 000 | Capacidad: 3 600           |
|                   |                            |

### Formato de competición
Fase de grupos
Los dieciséis (16) equipos participantes están divididos en cuatro (4) grupos (A, B, C, y D) compuestos por cuatro (4) equipos cada uno de ellos. Cada equipo jugará contra el resto de equipos de su propio grupo (un total de 3 partidos para cada equipo).
Fase final
Todos los equipos se clasifican para la ronda de octavos de final, en la cual se enfrentarán de forma cruzada entre los Grupos A, B, C y D (A1 - B4, A2 - B3, etc.). Los ganadores de octavos de final avanzan a la ronda de cuartos de final, mientras que los no clasificados pasarán a jugar los partidos de clasificación para las posiciones entre 9-16.

## Equipos participantes
Tras el descenso en la edición anterior de Croacia, Bulgaria y Polonia, ascendieron Estonia, como ganador de la División B del Campeonato Europeo de Baloncesto Masculino Sub-16 de 2024; Rumania, como subcampeones de la misma; y Suiza, como el tercero clasificada.
- Alemania
- Eslovenia
- España
- Estonia (1º)
- Finlandia
- Francia
- Georgia
- Grecia
- Israel
- Italia
- Letonia
- Lituania
- Rumania (2º)
- Serbia
- Suiza (3º)
- Turquía

### Sorteo de grupos
El sorteo de la primera ronda se celebró el 28 de enero de 2025 en Freising, Alemania. Los grupos quedaron distribuidos de la siguiente forma:
| Grupo A                         | Grupo B                           | Grupo C                            | Grupo D                       |
| ------------------------------- | --------------------------------- | ---------------------------------- | ----------------------------- |
| Lituania Israel Turquía Estonia | Francia Eslovenia Finlandia Suiza | España Serbia Alemania Georgia (H) | Italia Grecia Letonia Rumania |

## Fase de grupos
Todos los horarios corresponden al huso horario local (EEST – UTC+3).

### Grupo A
| Pos. | Equipo   | PJ | G | P | PF  | PC  | DP  | Pts |
| ---- | -------- | -- | - | - | --- | --- | --- | --- |
| 1    | Turquía  | 3  | 3 | 0 | 261 | 194 | +67 | 6   |
| 2    | Lituania | 3  | 2 | 1 | 241 | 237 | +4  | 5   |
| 3    | Israel   | 3  | 1 | 2 | 234 | 238 | −4  | 4   |
| 4    | Estonia  | 3  | 0 | 3 | 200 | 267 | −67 | 3   |

 Fuente: FIBA
Jornada 1
| 8 de agosto de 2025 | Estonia                                                   | 65–85                                 | Lituania                                                  | Tiflis |  |
| 13:30               | Parciales: 13–22, 13–21, 15–21, 24–21                     | Parciales: 13–22, 13–21, 15–21, 24–21 | Parciales: 13–22, 13–21, 15–21, 24–21                     | |  |
|                     | Estadísticas Tirs 11 Poljakov, Kangur 6 Kangur 8 Arula 12 | Reporte Pts Reb Asts Val              | Estadísticas 17 Buivydas 12 Raščius 6 Sabeckas 19 Raščius | Pabellón: Tbilisi Arena Asistencia: 50 espectadores Árbitros: Ritvars Helmšteins Mikheil Vartanov Vojkan Živković |  |

| 8 de agosto de 2025 | Turquía                                                  | 76–65                                 | Israel                                                            | Tiflis |  |
| 16:00               | Parciales: 20–11, 16–19, 20–20, 20–15                    | Parciales: 20–11, 16–19, 20–20, 20–15 | Parciales: 20–11, 16–19, 20–20, 20–15                             | |  |
|                     | Estadísticas Kutluay 25 Elitaş 18 Karutasu 4 Karutasu 20 | Reporte Pts Reb Asts Val              | Estadísticas 17 Orland 6 Tres jugadores 4 Lewinthal 18 Sokolovski | Pabellón: Tbilisi Arena Asistencia: 50 espectadores Árbitros: Alin Faur Ioannis Agrafiotis Tomasz Wit Łangowski |  |

Jornada 2
| 9 de agosto de 2025 | Israel                                                 | 88–80                                 | Estonia                                            | Tiflis |  |
| 13:30               | Parciales: 18–19, 25–25, 29–17, 16–19                  | Parciales: 18–19, 25–25, 29–17, 16–19 | Parciales: 18–19, 25–25, 29–17, 16–19              | |  |
|                     | Estadísticas Lewinthal 24 Orland 11 Orland 6 Orland 25 | Reporte Pts Reb Asts Val              | Estadísticas 21 Kangur 8 Kangur 9 Kangur 21 Kangur | Pabellón: Palacio Olímpico de Tiflis Asistencia: 100 espectadores Árbitros: Valerio Grigioni Roberto Lucas Martínez Denys Povorozniuk |  |

| 9 de agosto de 2025 | Lituania                                                          | 74–91                                 | Turquía                                              | Tiflis |  |
| 18:30               | Parciales: 15–13, 25–27, 11–26, 23–25                             | Parciales: 15–13, 25–27, 11–26, 23–25 | Parciales: 15–13, 25–27, 11–26, 23–25                | |  |
|                     | Estadísticas Sabeckas 17 Buivydas 6 Buivydas, Kukta 5 Buivydas 21 | Reporte Pts Reb Asts Val              | Estadísticas 21 Öztürk 16 Elitaş 7 Kutluay 30 Elitaş | Pabellón: Palacio Olímpico de Tiflis Asistencia: 100 espectadores Árbitros: Zdravko Rutešić Gilbert Hoxha Sava Ćetković |  |

Jornada 3
| 10 de agosto de 2025 | Israel                                                   | 81–82 TE                                         | Lituania                                                    | Tiflis                                                                                               |  |
| 13:30                | Parciales: 8–19, 20–17, 28–20, 18–18 (T.E.: 7–8)         | Parciales: 8–19, 20–17, 28–20, 18–18 (T.E.: 7–8) | Parciales: 8–19, 20–17, 28–20, 18–18 (T.E.: 7–8)            | |  |
|                      | Estadísticas Orland 25 Lewinthal 7 Lewinthal 3 Aronov 25 | Reporte Pts Reb Asts Val                         | Estadísticas 18 Buivydas 11 Erlickis 5 Biržinis 17 Biržinis | Pabellón: Tbilisi Arena Asistencia: 150 espectadores Árbitros: Alin Faur Gilbert Hoxha Sava Ćetković |  |

| 10 de agosto de 2025 | Estonia                                                   | 55–94                                | Turquía                                               | Tiflis |  |
| 16:00                | Parciales: 22–22, 17–20, 6–30, 10–22                      | Parciales: 22–22, 17–20, 6–30, 10–22 | Parciales: 22–22, 17–20, 6–30, 10–22                  | |  |
|                      | Estadísticas Kangur 15 Taldrik, Arula 6 Kangur 4 Arula 11 | Reporte Pts Reb Asts Val             | Estadísticas 21 Kutluay 10 Tolan 4 Kutluay 24 Kutluay | Pabellón: Palacio Olímpico de Tiflis Asistencia: 50 espectadores Árbitros: Zdravko Rutesic Ioannis Agrafiotis Tomasz Wit Łangowski |  |

### Grupo B
| Pos. | Equipo    | PJ | G | P | PF  | PC  | DP   | Pts |
| ---- | --------- | -- | - | - | --- | --- | ---- | --- |
| 1    | Francia   | 3  | 3 | 0 | 282 | 150 | +132 | 6   |
| 2    | Eslovenia | 3  | 2 | 1 | 217 | 214 | +3   | 5   |
| 3    | Suiza     | 3  | 1 | 2 | 176 | 239 | −63  | 4   |
| 4    | Finlandia | 3  | 0 | 3 | 180 | 252 | −72  | 3   |

 Fuente: FIBA
Jornada 1
| 8 de agosto de 2025 | Suiza                                                     | 36–101                              | Francia                                                           | Tiflis |  |
| 13:30               | Parciales: 13–19, 8–26, 10–24, 5–32                       | Parciales: 13–19, 8–26, 10–24, 5–32 | Parciales: 13–19, 8–26, 10–24, 5–32                               | |  |
|                     | Estadísticas Lebrun 10 Egwuatu 7 Shane, Corzani 2 Shane 9 | Reporte Pts Reb Asts Val            | Estadísticas 13 Soliman 10 Soliman 4 Ahanda, Towo-Nansi 21 Ahanda | Pabellón: Palacio Olímpico de Tiflis Asistencia: 50 espectadores Árbitros: Zdravko Rutešić Gilbert Hoxha Sava Četković |  |

| 8 de agosto de 2025 | Finlandia                                                            | 63–82                                 | Eslovenia                                    | Tiflis |  |
| 16:00               | Parciales: 14–26, 18–18, 16–22, 15–16                                | Parciales: 14–26, 18–18, 16–22, 15–16 | Parciales: 14–26, 18–18, 16–22, 15–16        | |  |
|                     | Estadísticas Kyntölä, Varila 10 Tala 11 Ikäläinen, Hopkins 3 Tala 13 | Reporte Pts Reb Asts Val              | Estadísticas 14 Jarc 8 Ilić 4 Pregl 16 Tršan | Pabellón: Palacio Olímpico de Tiflis Asistencia: 50 espectadores Árbitros: Valerio Grigioni Roberto Lucas Martínez Vlad-Theodor Cotrobas-Dascalu |  |

Jornada 2
| 9 de agosto de 2025 | Eslovenia                                        | 76–66                                 | Suiza                                                   | Tiflis |  |
| 13:30               | Parciales: 23–21, 16–12, 19–12, 18–21            | Parciales: 23–21, 16–12, 19–12, 18–21 | Parciales: 23–21, 16–12, 19–12, 18–21                   | |  |
|                     | Estadísticas Rožnik 20 Pregl 7 Tršan 6 Rožnik 22 | Reporte Pts Reb Asts Val              | Estadísticas 10 Beya, Shane 9 Shane 5 Orsenigo 15 Shane | Pabellón: Tbilisi Arena Asistencia: 100 espectadores Árbitros: Ritvars Helmšteins Mikheil Vartanov Vlad-Theodor Cotrobas-Dascalu |  |

| 9 de agosto de 2025 | Francia                                                   | 96–55                                | Finlandia                                        | Tiflis |  |
| 16:00               | Parciales: 24–20, 16–12, 24–14, 32–9                      | Parciales: 24–20, 16–12, 24–14, 32–9 | Parciales: 24–20, 16–12, 24–14, 32–9             | |  |
|                     | Estadísticas Soliman 21 Soliman 9 Towo-Nansi 8 Soliman 27 | Reporte Pts Reb Asts Val             | Estadísticas 16 Tala 11 Tala 5 Ikäläinen 24 Tala | Pabellón: Tbilisi Arena Asistencia: 800 espectadores Árbitros: Alin Faur Ioannis Agrafiotis Vojkan Živković |  |

Jornada 3
| 10 de agosto de 2025 | Eslovenia                                       | 59–85                                 | Francia                                                    | Tiflis |  |
| 13:30                | Parciales: 14–22, 10–21, 16–22, 19–20           | Parciales: 14–22, 10–21, 16–22, 19–20 | Parciales: 14–22, 10–21, 16–22, 19–20                      | |  |
|                      | Estadísticas Rezec 13 Rezec 6 Rupnik 7 Rezec 10 | Reporte Pts Reb Asts Val              | Estadísticas 20 Soliman 10 Soliman 3 Towo-Nansi 24 Soliman | Pabellón: Palacio Olímpico de Tiflis Árbitros: Valerio Grigioni Roberto Lucas Martínez Vlad-Theodor Cotrobas-Dascalu |  |

| 10 de agosto de 2025 | Suiza                                                 | 74–62                                | Finlandia                                                  | Tiflis |  |
| 21:00                | Parciales: 8–12, 17–11, 17–19, 32–20                  | Parciales: 8–12, 17–11, 17–19, 32–20 | Parciales: 8–12, 17–11, 17–19, 32–20                       | |  |
|                      | Estadísticas Riboni 23 Corzani 6 Orsenigo 5 Riboni 23 | Reporte Pts Reb Asts Val             | Estadísticas 12 Ikäläinen 9 Bangura 5 Ikäläinen 12 Bangura | Pabellón: Palacio Olímpico de Tiflis Asistencia: 75 espectadores Árbitros: Ritvars Helmšteins Mikheil Vartanov Vojkan Živković |  |

### Grupo C
| Pos. | Equipo   | PJ | G | P | PF  | PC  | DP  | Pts |
| ---- | -------- | -- | - | - | --- | --- | --- | --- |
| 1    | España   | 3  | 3 | 0 | 277 | 231 | +46 | 6   |
| 2    | Serbia   | 3  | 2 | 1 | 280 | 220 | +60 | 5   |
| 3    | Alemania | 3  | 1 | 2 | 208 | 233 | −25 | 4   |
| 4    | Georgia  | 3  | 0 | 3 | 201 | 282 | −81 | 3   |

 Fuente: FIBA
Jornada 1
| 8 de agosto de 2025 | Georgia                                                       | 73–98                                 | España                                                                  | Tiflis |  |
| 18:30               | Parciales: 15–23, 22–15, 14–31, 22–29                         | Parciales: 15–23, 22–15, 14–31, 22–29 | Parciales: 15–23, 22–15, 14–31, 22–29                                   | |  |
|                     | Estadísticas Trapaidze 23 Pochkhua 6 Patashuri 5 Patashuri 20 | Reporte Pts Reb Asts Val              | Estadísticas 13 Villarejo, Parra 7 Ruiz, Corta 3 Tres jugadores 17 Tazo | Pabellón: Tbilisi Arena Asistencia: 3000 espectadores Árbitros: Alakbar Hasanov Orhan Çağrı Hekimoğlu Rainis Värv |  |

| 8 de agosto de 2025 | Alemania                                                        | 60–86                                | Serbia                                                   | Tiflis |  |
| 21:00               | Parciales: 23–23, 6–23, 15–25, 16–15                            | Parciales: 23–23, 6–23, 15–25, 16–15 | Parciales: 23–23, 6–23, 15–25, 16–15                     | |  |
|                     | Estadísticas Volf 12 Beard 7 Heithausen, Jerkic 3 Heithausen 19 | Reporte Pts Reb Asts Val             | Estadísticas 15 Simjanovski 7 Bjelica 5 Lukić 18 Bjelica | Pabellón: Tbilisi Arena Asistencia: 50 espectadores Árbitros: Can Mavisu Aurimas Borusas Denys Povorozniuk |  |

Jornada 2
| 9 de agosto de 2025 | Serbia                                                                     | 99–63                                 | Georgia                                                       | Tiflis |  |
| 18:30               | Parciales: 24–16, 31–17, 30–19, 14–11                                      | Parciales: 24–16, 31–17, 30–19, 14–11 | Parciales: 24–16, 31–17, 30–19, 14–11                         | |  |
|                     | Estadísticas Lukić 14 Lukić 6 Stepanović, Simjanovski 4 Cinco jugadores 16 | Reporte Pts Reb Asts Val              | Estadísticas 11 Pochkhua 5 Aubakirov 7 Patashuri 12 Aubakirov | Pabellón: Tbilisi Arena Asistencia: 500 espectadores Árbitros: Edgard Ceccarelli Elias Anttonen Rainis Värv |  |

| 9 de agosto de 2025 | España                                            | 82–63                                | Alemania                                                          | Tiflis |  |
| 21.00               | Parciales: 27–14, 18–25, 16–7, 21–17              | Parciales: 27–14, 18–25, 16–7, 21–17 | Parciales: 27–14, 18–25, 16–7, 21–17                              | |  |
|                     | Estadísticas Cerdán 18 Cerdán 10 Tazo 8 Cerdán 27 | Reporte Pts Reb Asts Val             | Estadísticas 11 Volf 9 Tchouaffe 3 Drücke, Tchouaffe 20 Tchouaffe | Pabellón: Palacio Olímpico de Tiflis Asistencia: 200 espectadores Árbitros: Can Mavisu Roko Hordov Hendrik Laas |  |

Jornada 3
| 10 de agosto de 2025 | Georgia                                                      | 65–85                                | Alemania                                          | Tiflis                                                                                             |  |
| 18:30                | Parciales: 15–25, 24–23, 8–19, 18–18                         | Parciales: 15–25, 24–23, 8–19, 18–18 | Parciales: 15–25, 24–23, 8–19, 18–18              | |  |
|                      | Estadísticas Trapaidze 20 Pochkhua 9 Trapaidze 6 Pochkhua 19 | Reporte Pts Reb Asts Val             | Estadísticas 21 Plato 11 Youdom 6 Drücke 28 Plato | Pabellón: Tbilisi Arena Asistencia: 400 espectadores Árbitros: Can Mavisu Roko Hordov Hendrik Laas |  |

| 10 de agosto de 2025 | Serbia                                                    | 95–97                                 | España                                                            | Tiflis |  |
| 18:30                | Parciales: 29–24, 19–22, 18–28, 29–23                     | Parciales: 29–24, 19–22, 18–28, 29–23 | Parciales: 29–24, 19–22, 18–28, 29–23                             | |  |
|                      | Estadísticas Kusturica 27 Bjelica 13 Bjelica 7 Bjelica 33 | Reporte Pts Reb Asts Val              | Estadísticas 17 Villarejo, Cerdán 8 Villarejo 8 Poza 20 Villarejo | Pabellón: Palacio Olímpico de Tiflis Asistencia: 200 espectadores Árbitros: Edgard Ceccarelli <Aurimas Borusasbr> Rainis Värv |  |

### Grupo D
| Pos. | Equipo  | PJ | G | P | PF  | PC  | DP  | Pts |
| ---- | ------- | -- | - | - | --- | --- | --- | --- |
| 1    | Letonia | 3  | 3 | 0 | 236 | 199 | +37 | 6   |
| 2    | Italia  | 3  | 2 | 1 | 220 | 196 | +24 | 5   |
| 3    | Grecia  | 3  | 1 | 2 | 199 | 207 | −8  | 4   |
| 4    | Rumania | 3  | 0 | 3 | 218 | 271 | −53 | 3   |

 Fuente: FIBA
Jornada 1
| 8 de agosto de 2025 | Rumania                                          | 69–105                                | Italia                                                           | Tiflis |  |
| 18:30               | Parciales: 16–25, 15–25, 15–20, 23–35            | Parciales: 16–25, 15–25, 15–20, 23–35 | Parciales: 16–25, 15–25, 15–20, 23–35                            | |  |
|                     | Estadísticas Banica 25 Banica 10 Gae 3 Banica 22 | Reporte Pts Reb Asts Val              | Estadísticas 21 Nicolodi 6 Sguazzin 4 Tres jugadores 20 Nicolodi | Pabellón: Palacio Olímpico de Tiflis Asistencia: 50 espectadores Árbitros: Roko Hordov Elias Antttonen Martin Demierre |  |

| 8 de agosto de 2025 | Letonia                                                   | 74–68                                 | Grecia                                                        | Tiflis |  |
| 21:00               | Parciales: 15–30, 24–11, 13–14, 22–13                     | Parciales: 15–30, 24–11, 13–14, 22–13 | Parciales: 15–30, 24–11, 13–14, 22–13                         | |  |
|                     | Estadísticas Pogiņš 21 Berrouet 14 Latiševs 6 Berrouet 20 | Reporte Pts Reb Asts Val              | Estadísticas 28 Zoupas 7 Zoupas, Vontas 4 Ioannidis 29 Zoupas | Pabellón: Palacio Olímpico de Tiflis Asistencia: 50 espectadores Árbitros: Edgard Ceccarelli Domen Krajnc Hendrik Laas |  |

Jornada 2
| 9 de agosto de 2025 | Italia                                                                | 49–70                                | Letonia                                                                         | Tiflis |  |
| 16:00               | Parciales: 15–20, 12–15, 14–16, 8–19                                  | Parciales: 15–20, 12–15, 14–16, 8–19 | Parciales: 15–20, 12–15, 14–16, 8–19                                            | |  |
|                     | Estadísticas Sguazzin 14 Milazzo, Alba 6 Tres jugadores 2 Sguazzin 10 | Reporte Pts Reb Asts Val             | Estadísticas 16 Berrouet 13 Ķesteris 3 Latiševs, Krastiņš 17 Kesteris, Berrouet | Pabellón: Palacio Olímpico de Tiflis Asistencia: 50 espectadores Árbitros: Orhan Çağrı Hekimoğlu Aurimas Borusas Tomasz Wit Łangowski |  |

| 9 de agosto de 2025 | Grecia                                                | 74–67                                 | Rumania                                                  | Tiflis |  |
| 21:00               | Parciales: 13–12, 24–15, 15–20, 22–20                 | Parciales: 13–12, 24–15, 15–20, 22–20 | Parciales: 13–12, 24–15, 15–20, 22–20                    | |  |
|                     | Estadísticas Zoupas 22 Papaioannou 8 Manis 7 Manis 21 | Reporte Pts Reb Asts Val              | Estadísticas 14 Banica, Miron 10 Stanescu 5 Gae 16 Miron | Pabellón: Tbilisi Arena Asistencia: 150 espectadores Árbitros: Alakbar Hasanov Domen Krajnc Martin Demierre |  |

Jornada 3
| 10 de agosto de 2025 | Grecia                                                                    | 57–66                                 | Italia                                                         | Tiflis |  |
| 16:00                | Parciales: 16–16, 12–21, 10–11, 19–18                                     | Parciales: 16–16, 12–21, 10–11, 19–18 | Parciales: 16–16, 12–21, 10–11, 19–18                          | |  |
|                      | Estadísticas Zoupas 18 Zoupas, Asonitis 5 Meggos, Messiniotis 4 Zoupas 18 | Reporte Pts Reb Asts Val              | Estadísticas 12 Ruggeri 10 Ruggeri, Alba 6 Machetti 19 Ruggeri | Pabellón: Tbilisi Arena Asistencia: 100 espectadores Árbitros: Orhan Çağrı Hekimoğlu Domen Krajnc Martin Demierree |  |

| 10 de agosto de 2025 | Rumania                                                      | 82–92                                 | Letonia                                                                | Tiflis |  |
| 21:00                | Parciales: 20–26, 19–10, 17–29, 26–27                        | Parciales: 20–26, 19–10, 17–29, 26–27 | Parciales: 20–26, 19–10, 17–29, 26–27                                  | |  |
|                      | Estadísticas Kovacs 19 Stanescu 9 Kovacs, Bernat 3 Kovacs 22 | Reporte Pts Reb Asts Val              | Estadísticas 17 Vilcans 14 Berrouet 8 Jeromanovs 14 Ķesteris, Berrouet | Pabellón: Tbilisi Arena Asistencia: 100 espectadores Árbitros: Alakbar Hasanov Elias Anttonen Denys Povorozniuk |  |

## Fase final
Todos los horarios corresponden al huso horario local (GET – UTC+4).
|  | Octavos de final | Octavos de final | Octavos de final |           |           | Cuartos de final | Cuartos de final | Cuartos de final |  |          | Semifinales  | Semifinales  | Semifinales  |           |                    | Final              | Final              | Final        |  |
|  | 12 de agosto     | 12 de agosto     | 12 de agosto     |           |           | 13 de agosto     | 13 de agosto     | 13 de agosto     |  |          | 15 de agosto | 15 de agosto | 15 de agosto |           |                    | 16 de agosto       | 16 de agosto       | 16 de agosto |  |
|  |                  |                  |                  |           |           |                  |                  |                  |  |          |              |              |              |           |                    |                    |                    |              |  |
|  |                  |                  |                  |           |           |                  |                  |                  |  |          |              |              |              |           |                    |                    |                    |              |  |
|  | A1               | Turquía          | 84               |           |           |                  |                  |                  |  |          |              |              |              |           |                    |                    |                    |              |  |
|  | A1               | Turquía          | 84               |           |           |                  |                  |                  |  |          |              |              |              |           |                    |                    |                    |              |  |
|  | B4               | Finlandia        | 52               |           |           |                  |                  |                  |  |          |              |              |              |           |                    |                    |                    |              |  |
|  | B4               | Finlandia        | 52               |           | Turquía   | Turquía          | 73               |                  |  |          |              |              |              |           |                    |                    |                    |              |  |
|  |                  |                  |                  |           | Turquía   | Turquía          | 73               |                  |  |          |              |              |              |           |                    |                    |                    |              |  |
|  |                  |                  | Serbia           | Serbia    | 94        |                  |                  |                  |  |          |              |              |              |           |                    |                    |                    |              |  |
|  | C2               | Serbia           | Serbia           | Serbia    | 94        | 92               |                  |                  |  |          |              |              |              |           |                    |                    |                    |              |  |
|  | C2               | Serbia           |                  |           |           |                  |                  |                  |  |          |              |              |              |           |                    |                    |                    |              |  |
|  | D3               | Grecia           | 65               |           |           |                  |                  |                  |  |          |              |              |              |           |                    |                    |                    |              |  |
|  | D3               | Grecia           | 65               |           |           |                  |                  |                  |  | Serbia   | Serbia       | 90           |              |           |                    |                    |                    |              |  |
|  |                  |                  |                  |           |           |                  |                  |                  |  | Serbia   | Serbia       | 90           |              |           |                    |                    |                    |              |  |
|  |                  |                  | Eslovenia        | Eslovenia | 58        |                  |                  |                  |  |          |              |              |              |           |                    |                    |                    |              |  |
|  | B2               | Eslovenia        | Eslovenia        | Eslovenia | 58        | 87               |                  |                  |  |          |              |              |              |           |                    |                    |                    |              |  |
|  | B2               | Eslovenia        |                  |           |           |                  |                  |                  |  |          |              |              |              |           |                    |                    |                    |              |  |
|  | A3               | Israel           | 66               |           |           |                  |                  |                  |  |          |              |              |              |           |                    |                    |                    |              |  |
|  | A3               | Israel           | 66               |           | Eslovenia | Eslovenia        | 80               |                  |  |          |              |              |              |           |                    |                    |                    |              |  |
|  |                  |                  |                  |           | Eslovenia | Eslovenia        | 80               |                  |  |          |              |              |              |           |                    |                    |                    |              |  |
|  |                  |                  | Letonia          | Letonia   | 74        |                  |                  |                  |  |          |              |              |              |           |                    |                    |                    |              |  |
|  | D1               | Letonia          | Letonia          | Letonia   | 74        | 106              |                  |                  |  |          |              |              |              |           |                    |                    |                    |              |  |
|  | D1               | Letonia          |                  |           |           |                  |                  |                  |  |          |              |              |              |           |                    |                    |                    |              |  |
|  | C4               | Georgia          | 54               |           |           |                  |                  |                  |  |          |              |              |              |           |                    |                    |                    |              |  |
|  | C4               | Georgia          | 54               |           |           |                  |                  |                  |  |          |              |              |              |           | Serbia             | Serbia             | 99                 |              |  |
|  |                  |                  |                  |           |           |                  |                  |                  |  |          |              |              |              |           | Serbia             | Serbia             | 99                 |              |  |
|  |                  |                  | Lituania         | Lituania  | 86        |                  |                  |                  |  |          |              |              |              |           |                    |                    |                    |              |  |
|  | A2               | Lituania         | Lituania         | Lituania  | 86        | 92               |                  |                  |  |          |              |              |              |           |                    |                    |                    |              |  |
|  | A2               | Lituania         |                  |           |           |                  |                  |                  |  |          |              |              |              |           |                    |                    |                    |              |  |
|  | B3               | Suiza            | 50               |           |           |                  |                  |                  |  |          |              |              |              |           |                    |                    |                    |              |  |
|  | B3               | Suiza            | 50               |           | Lituania  | Lituania         | 93               |                  |  |          |              |              |              |           |                    |                    |                    |              |  |
|  |                  |                  |                  |           | Lituania  | Lituania         | 93               |                  |  |          |              |              |              |           |                    |                    |                    |              |  |
|  |                  |                  | España           | España    | 90        |                  |                  |                  |  |          |              |              |              |           |                    |                    |                    |              |  |
|  | C1               | España           | España           | España    | 90        | 97               |                  |                  |  |          |              |              |              |           |                    |                    |                    |              |  |
|  | C1               | España           |                  |           |           |                  |                  |                  |  |          |              |              |              |           |                    |                    |                    |              |  |
|  | D4               | Rumania          | 72               |           |           |                  |                  |                  |  |          |              |              |              |           |                    |                    |                    |              |  |
|  | D4               | Rumania          | 72               |           |           |                  |                  |                  |  | Lituania | Lituania     | 91           |              |           |                    |                    |                    |              |  |
|  |                  |                  |                  |           |           |                  |                  |                  |  | Lituania | Lituania     | 91           |              |           |                    |                    |                    |              |  |
|  |                  |                  | Italia           | Italia    | 81        |                  |                  |                  |  |          |              |              |              |           |                    |                    |                    |              |  |
|  | B1               | Francia          | Italia           | Italia    | 81        | 114              |                  |                  |  |          |              |              |              |           |                    |                    |                    |              |  |
|  | B1               | Francia          |                  |           |           |                  |                  |                  |  |          |              |              |              |           |                    |                    |                    |              |  |
|  | A4               | Estonia          | 56               |           |           |                  |                  |                  |  |          |              |              |              |           |                    |                    |                    |              |  |
|  | A4               | Estonia          | 56               |           | Francia   | Francia          | 73               |                  |  |          |              |              |              |           | Partido 3.º puesto | Partido 3.º puesto | Partido 3.º puesto |              |  |
|  |                  |                  |                  |           | Francia   | Francia          | 73               |                  |  |          |              |              |              |           | Partido 3.º puesto | Partido 3.º puesto | Partido 3.º puesto |              |  |
|  |                  |                  | Italia           | Italia    | 76        |                  |                  |                  |  |          |              |              |              |           |                    |                    |                    |              |  |
|  | D2               | Italia           | Italia           | Italia    | 76        | 85               |                  |                  |  |          |              |              |              | Eslovenia | Eslovenia          | 79                 |                    |              |  |
|  | D2               | Italia           |                  |           |           |                  |                  |                  |  |          |              |              |              | Eslovenia | Eslovenia          | 79                 |                    |              |  |
|  | C3               | Alemania         | 65               |           |           |                  |                  |                  |  |          |              |              |              |           |                    | Italia             | Italia             | 71           |  |
|  | C3               | Alemania         | 65               |           |           |                  |                  |                  |  |          |              |              |              |           |                    | Italia             | Italia             | 71           |  |
|  |                  |                  |                  |           |           |                  |                  |                  |  |          |              |              |              |           |                    |                    |                    |              |  |

#### Octavos de final
| 12 de agosto de 2025 | Lituania                                                     | 92–50                                 | Suiza                                                         | Tiflis                                                                                             |  |
| 13:30                | Parciales: 21–11, 21–13, 24–13, 26–13                        | Parciales: 21–11, 21–13, 24–13, 26–13 | Parciales: 21–11, 21–13, 24–13, 26–13                         | |  |
|                      | Estadísticas Šiškauskas 16 Biržinis 8 Buivydas 6 Buivydas 16 | Reporte Pts Reb Asts Val              | Estadísticas 14 Lebrun 7 Paraiso 2 Lebrun, Sivickas 11 Lebrun | Pabellón: Palacio Olímpico de Tiflis Árbitros: Valerio Grigioni Ioannis Agrafiotis Vojkan Živković |  |

| 12 de agosto de 2025 | Italia                                                   | 85–65                                 | Alemania                                           | Tiflis |  |
| 13:30                | Parciales: 22–14, 25–17, 16–18, 22–16                    | Parciales: 22–14, 25–17, 16–18, 22–16 | Parciales: 22–14, 25–17, 16–18, 22–16              | |  |
|                      | Estadísticas Nicolodi 24 Ventura 6 Milazzo 8 Nicolodi 26 | Reporte Pts Reb Asts Val              | Estadísticas 16 Youdom 6 Youdom 5 Drücke 22 Youdom | Pabellón: Tbilisi Arena Asistencia: 150 espectadores Árbitros: Orhan Çağrı Hekimoğlu Elias Anttonen Denys Povorozniuk |  |

| 12 de agosto de 2025 | Francia                                                   | 114–56                                | Estonia                                                      | Tiflis |  |
| 16:00                | Parciales: 29–14, 24–16, 27–13, 34–13                     | Parciales: 29–14, 24–16, 27–13, 34–13 | Parciales: 29–14, 24–16, 27–13, 34–13                        | |  |
|                      | Estadísticas Soliman 20 Soliman 7 Towo-Nansi 9 Soliman 24 | Reporte Pts Reb Asts Val              | Estadísticas 12 Kaljula 4 Arula 3 Tres jugadores 13 Talviste | Pabellón: Tbilisi Arena Asistencia: 50 espectadores Árbitros: Ritvars Helmšteins Mikheil Vartanov Sava Ćetković |  |

| 12 de agosto de 2025 | España                                               | 97–72                                 | Rumania                                                | Tiflis                                                                                    |  |
| 16:00                | Parciales: 26–18, 29–19, 20–17, 22–18                | Parciales: 26–18, 29–19, 20–17, 22–18 | Parciales: 26–18, 29–19, 20–17, 22–18                  |                                                                                           |  |
|                      | Estadísticas Ferreras 18 Graae 9 Filbà 7 Ferreras 20 | Reporte Pts Reb Asts Val              | Estadísticas 13 Lapuste 6 Tancau 6 Gae 19 Gae, Lapuste | Pabellón: Palacio Olímpico de Tiflis Árbitros: Edgard Ceccarelli Domen Krajnc Rainis Värv |  |

| 12 de agosto de 2025 | Turquía                                                   | 84–52                               | Finlandia                                                             | Tiflis |  |
| 18:30                | Parciales: 19–17, 20–5, 27–6, 18–24                       | Parciales: 19–17, 20–5, 27–6, 18–24 | Parciales: 19–17, 20–5, 27–6, 18–24                                   | |  |
|                      | Estadísticas Karutasu, Tolan 19 Tolan 10 Kutluay Tolan 26 | Reporte Pts Reb Asts Val            | Estadísticas 13 Hopkins 4 Cinco jugadores 2 Tres jugadores 14 Bangura | Pabellón: Palacio Olímpico de Tiflis Asistencia: 100 espectadores Árbitros: Alin Faur Roko Hordov Martin Demierre |  |

| 12 de agosto de 2025 | Letonia                                                          | 106–54                               | Georgia                                                                                            | Tiflis |  |
| 18:30                | Parciales: 24–16, 23–17, 26–14, 33–7                             | Parciales: 24–16, 23–17, 26–14, 33–7 | Parciales: 24–16, 23–17, 26–14, 33–7                                                               | |  |
|                      | Estadísticas Ķesteris 19 Pogiņš 8 Jeromanovs 6 Tres jugadores 19 | Reporte Pts Reb Asts Val             | Estadísticas 12 Trapaidze, Aubakirov 5 Shervashidze, Patashuri 5 Patashuri 12 Trapaidze, Aubakirov | Pabellón: Tbilisi Arena Asistencia: 500 espectadores Árbitros: Can Mavisu Roberto Lucas Martínez Hendrik Laas |  |

| 12 de agosto de 2025 | Eslovenia                                        | 87–66                                 | Israel                                                      | Tiflis |  |
| 21:00                | Parciales: 18–14, 18–15, 29–15, 22–22            | Parciales: 18–14, 18–15, 29–15, 22–22 | Parciales: 18–14, 18–15, 29–15, 22–22                       | |  |
|                      | Estadísticas Rezec 20 Rožnik 11 Pregl 7 Rezec 26 | Reporte Pts Reb Asts Val              | Estadísticas 12 Aronov 7 Lewinthal 4 Aronov 13 Silbershtein | Pabellón: Tbilisi Arena Asistencia: 50 espectadores Árbitros: Zdravko Rutesić Gilbert Hoxha Vlad-Theodor Cotrobas-Dascalu |  |

| 12 de agosto de 2025 | Serbia                                                      | 92–65                                 | Grecia                                                  | Tiflis |  |
| 21:00                | Parciales: 20–20, 33–17, 17–15, 22–13                       | Parciales: 20–20, 33–17, 17–15, 22–13 | Parciales: 20–20, 33–17, 17–15, 22–13                   | |  |
|                      | Estadísticas Bjelica 20 Bjelica 15 Simjanovski 6 Bjelica 32 | Reporte Pts Reb Asts Val              | Estadísticas 22 Zoupas 7 Meggos 5 Messiniotis 16 Zoupas | Pabellón: Palacio Olímpico de Tiflis Asistencia: 100 espectadores Árbitros: Alakbar Hasanov Aurimas Borusas Tomasz Wit Łangowski |  |

#### Cuartos de final
| 13 de agosto de 2025 | Francia                                                   | 73–76                                 | Italia                                                    | Tiflis |  |
| 13:30                | Parciales: 28–23, 13–16, 20–17, 12–20                     | Parciales: 28–23, 13–16, 20–17, 12–20 | Parciales: 28–23, 13–16, 20–17, 12–20                     | |  |
|                      | Estadísticas Soliman 21 Soliman 9 Towo-Nansi 6 Soliman 22 | Reporte Pts Reb Asts Val              | Estadísticas 27 Machetti 7 Ruggeri 4 Machetti 23 Machetti | Pabellón: Tbilisi Arena Asistencia: 68 espectadores Árbitros: Ritvars Helmšteins Roko Hordov Hendrik Laas |  |

| 13 de agosto de 2025 | Lituania                                                  | 93–90                                 | España                                                 | Tiflis                                                                             |  |
| 16:00                | Parciales: 27–33, 27–15, 20–18, 19–24                     | Parciales: 27–33, 27–15, 20–18, 19–24 | Parciales: 27–33, 27–15, 20–18, 19–24                  |                                                                                    |  |
|                      | Estadísticas Kukta 29 Erlickis 10 Stankevičius 8 Kukta 23 | Reporte Pts Reb Asts Val              | Estadísticas 23 Villarejo 10 Corta 9 Tazo 21 Villarejo | Pabellón: Tbilisi Arena Árbitros: Zdravko Rutesić Ioannis Agrafiotis Sava Ćetković |  |

| 13 de agosto de 2025 | Eslovenia                                              | 80–74                                 | Letonia                                                      | Tiflis |  |
| 18:30                | Parciales: 18–20, 25–20, 16–18, 21–16                  | Parciales: 18–20, 25–20, 16–18, 21–16 | Parciales: 18–20, 25–20, 16–18, 21–16                        | |  |
|                      | Estadísticas Rezec 28 Rožnik 8 Rupnik, Jarc 4 Rezec 32 | Reporte Pts Reb Asts Val              | Estadísticas 16 Ķesteris 9 Berrouet 4 Jeromanovs 24 Ķesteris | Pabellón: Tbilisi Arena Asistencia: 200 espectadores Árbitros: Alakbar Hasanov Gilbert Hoxha Tomasz Wit Łangowski |  |

| 13 de agosto de 2025 | Turquía                                                | 73–94                                 | Serbia                                                         | Tiflis |  |
| 21:00                | Parciales: 18–29, 25–16, 12–18, 18–31                  | Parciales: 18–29, 25–16, 12–18, 18–31 | Parciales: 18–29, 25–16, 12–18, 18–31                          | |  |
|                      | Estadísticas Kutluay 32 Elitaş 10 Kutluay 8 Kutluay 23 | Reporte Pts Reb Asts Val              | Estadísticas 30' Kusturica 12 Kusturica 6 Bjelica 32 Kusturica | Pabellón: Tbilisi Arena Asistencia: 100 espectadores Árbitros: Edgard Ceccarelli Aurimas Borusas Rainis Värv |  |

#### Semifinales
| 15 de agosto de 2025 | Lituania                                                             | 91–81                                 | Italia                                                  | Tiflis |  |
| 18:30                | Parciales: 27–17, 17–17, 29–24, 18–23                                | Parciales: 27–17, 17–17, 29–24, 18–23 | Parciales: 27–17, 17–17, 29–24, 18–23                   | |  |
|                      | Estadísticas Buivydas 17 Erlickis, Birzinis 9 Buivydas 7 Buivydas 18 | Reporte Pts Reb Asts Val              | Estadísticas 14 Sguazzin 9 Ruggeri 5 Ruggeri 19 Ruggeri | Pabellón: Tbilisi Arena Asistencia: 300 espectadores Árbitros: Alakbar Hasanov Ioannis Agrafiotis Sava Ćetković |  |

| 15 de agosto de 2025 | Serbia                                                      | 90–58                                | Eslovenia                                                 | Tiflis |  |
| 21:00                | Parciales: 26–17, 19–6, 22–21, 23–14                        | Parciales: 26–17, 19–6, 22–21, 23–14 | Parciales: 26–17, 19–6, 22–21, 23–14                      | |  |
|                      | Estadísticas Simjanovski 24 Bjelica 12 Bjelica 5 Bjelica 26 | Reporte Pts Reb Asts Val             | Estadísticas 14 Rožnik 9 Rožnik 4 Rupnik, Tršan 18 Rožnik | Pabellón: Tbilisi Arena Asistencia: 150 espectadores Árbitros: Orhan Çağrı Hekimoğlu Ritvars Helmšteins Hendrik Laas |  |

#### Partido por el 3.º puesto
| 16 de agosto de 2025 | Eslovenia                                         | 79–71                                 | Italia                                              | Tiflis |  |
| 18:30                | Parciales: 26–22, 18–15, 16–14, 19–20             | Parciales: 26–22, 18–15, 16–14, 19–20 | Parciales: 26–22, 18–15, 16–14, 19–20               | |  |
|                      | Estadísticas Jarc 27 Rezec, Jarc 5 Jarc 6 Jarc 30 | Reporte Pts Reb Asts Val              | Estadísticas 15 Ventura 11 Alba 11 Machetti 22 Alba | Pabellón: Tbilisi Arena Asistencia: 150 espectadores Árbitros: Alakbar Hasanov Orhan Çağrı Hekimoğlu Aurimas Borusas |  |

#### Final
| 16 de agosto de 2025 | Serbia                                                        | 99–86                                 | Lituania                                                                      | Tiflis |  |
| 21:00                | Parciales: 24–27, 19–26, 32–15, 24–18                         | Parciales: 24–27, 19–26, 32–15, 24–18 | Parciales: 24–27, 19–26, 32–15, 24–18                                         | |  |
|                      | Estadísticas Bjelica 25 Kusturica 14 Kusturica 8 Kusturica 33 | Reporte Pts Reb Asts Val              | Estadísticas 26 Buivydas 7 Buyvidas 4 Buyvidas, Kukta 24 Buyvidas, Šiškauskas | Pabellón: Tbilisi Arena Asistencia: 2500 espectadores Árbitros: Edgard Ceccarelli Ioannis Agrafiotis Rainis Värv |  |

|                           |
| Bandera de Serbia         |
| Campeón Serbia 2.º título |

### Cuadro por el 5.º-8.º puesto
|  | Semifinales 5.º-8.º | Semifinales 5.º-8.º |         |         | Partido 5.º puesto | Partido 5.º puesto |  |
|  | 15 de agosto        | 15 de agosto        |         |         | 16 de agosto       | 16 de agosto       |  |
|  |                     |                     |         |         |                    |                    |  |
|  |                     |                     |         |         |                    |                    |  |
|  | Turquía             | 80                  |         |         |                    |                    |  |
|  | Turquía             | 80                  |         |         |                    |                    |  |
|  | Letonia             | 88                  |         |         |                    |                    |  |
|  | Letonia             | 88                  |         | Letonia | 66                 |                    |  |
|  |                     |                     |         | Letonia | 66                 |                    |  |
|  |                     |                     | Francia | 90      |                    |                    |  |
|  | España              | 69                  | Francia | 90      |                    |                    |  |
|  | España              | 69                  |         |         |                    |                    |  |
|  | Francia             | 95                  |         |         | Partido 7.º puesto | Partido 7.º puesto |  |
|  | Francia             | 95                  |         |         | Partido 7.º puesto | Partido 7.º puesto |  |
|  |                     |                     |         |         |                    |                    |  |
|  |                     |                     |         |         | Turquía            | 89                 |  |
|  |                     |                     |         |         | Turquía            | 89                 |  |
|  |                     |                     |         |         | España             | 74                 |  |
|  |                     |                     |         |         | España             | 74                 |  |
|  |                     |                     |         |         |                    |                    |  |

#### Semifinales del 5.º-8.º puesto
| 15 de agosto de 2025 | España                                           | 69–95                                 | Francia                                                    | Tiflis                                                                                                 |  |
| 13:30                | Parciales: 19–28, 20–17, 14–25, 16–25            | Parciales: 19–28, 20–17, 14–25, 16–25 | Parciales: 19–28, 20–17, 14–25, 16–25                      | |  |
|                      | Estadísticas Ruiz 16 Corta 8 Tazo 4 Villarejo 17 | Reporte Pts Reb Asts Val              | Estadísticas 26 Soliman 18 Soliman 9 Towo-Nansi 37 Soliman | Pabellón: Tbilisi Arena Asistencia: 140 espectadores Árbitros: Zdravko Rutesić Roko Hordov Rainis Värv |  |

| 15 de agosto de 2025 | Turquía                                                 | 80–88                                 | Letonia                                                               | Tiflis |  |
| 16:00                | Parciales: 16–29, 24–20, 28–17, 12–22                   | Parciales: 16–29, 24–20, 28–17, 12–22 | Parciales: 16–29, 24–20, 28–17, 12–22                                 | |  |
|                      | Estadísticas Kutluay 25 Karutasu 7 Kutluay 7 Kutluay 20 | Reporte Pts Reb Asts Val              | Estadísticas 16 Ķesteris, Jahovičs 10 Steckis 5 Jeromanovs 17 Steckis | Pabellón: Tbilisi Arena Asistencia: 90 espectadores Árbitros: Valerio Grigioni Mikheil Vartanov Tomasz Wit Łangowski |  |

#### Partido por el 7.º puesto
| 16 de agosto de 2025 | Turquía                                                       | 89–74                                 | España                                                       | Tiflis                                                                                     |  |
| 14:00                | Parciales: 24–21, 15–15, 21–21, 29–17                         | Parciales: 24–21, 15–15, 21–21, 29–17 | Parciales: 24–21, 15–15, 21–21, 29–17                        |                                                                                            |  |
|                      | Estadísticas Kutluay 31 Tres jugadores 7 Kutluay 5 Kutluay 30 | Reporte Pts Reb Asts Val              | Estadísticas 17 Ferreras 6 Tres jugadores 6 Tazo 15 Ferreras | Pabellón: Palacio Olímpico de Tiflis Árbitros: Mikheil Vartanov Gilbert Hoxha Hendrik Laas |  |

#### Partido por el 5.º puesto
| 16 de agosto de 2025 | Letonia                                                                   | 66–90                                 | Francia                                                    | Tiflis                                                                                                   |  |
| 16:00                | Parciales: 11–28, 20–27, 22–24, 13–11                                     | Parciales: 11–28, 20–27, 22–24, 13–11 | Parciales: 11–28, 20–27, 22–24, 13–11                      | |  |
|                      | Estadísticas Latiševs 14 Steckis 8 Tres jugadores 4 Latiševs, Berrouet 13 | Reporte Pts Reb Asts Val              | Estadísticas 22 Yangala 10 Yangala 7 Towo-Nansi 31 Yangala | Pabellón: Tbilisi Arena Asistencia: 150 espectadores Árbitros: Zdravko Rutesić Roko Hordov Sava Ćetković |  |

### Cuadro por el 9.º-16.º puesto
|  | Partido 13.º puesto | Partido 13.º puesto |              |           | Semifinales 13.º-16.º | Semifinales 13.º-16.º |              |              | Cuartos de final 9.º-16.º | Cuartos de final 9.º-16.º |         |        | Semifinales 9.º-12.º | Semifinales 9.º-12.º |  |  | Partido 9.º puesto | Partido 9.º puesto |
|  |                     |                     |              |           |                       |                       |              |              |                           |                           |         |        |                      |                      |  |  |                    |                    |
|  |                     |                     |              |           |                       |                       |              |              | 13 de agosto              |                           |         |        |                      |                      |  |  |                    |                    |
|  |                     |                     |              |           |                       |                       |              |              |                           |                           |         |        |                      |                      |  |  |                    |                    |
|  | 16 de agosto        | 16 de agosto        |              |           | 15 de agosto          | 15 de agosto          |              |              | Finlandia                 | 70                        |         |        | 15 de agosto         | 15 de agosto         |  |  | 16 de agosto       | 16 de agosto       |
|  | 16 de agosto        | 16 de agosto        |              |           | 15 de agosto          | 15 de agosto          |              |              | Finlandia                 | 70                        |         |        | 15 de agosto         | 15 de agosto         |  |  | 16 de agosto       | 16 de agosto       |
|  | 16 de agosto        | 16 de agosto        |              |           | 15 de agosto          | 15 de agosto          | Grecia       | 85           |                           |                           |         |        | 15 de agosto         | 15 de agosto         |  |  | 16 de agosto       | 16 de agosto       |
|  | 16 de agosto        | 16 de agosto        |              | Finlandia | 71                    |                       | Grecia       | 85           |                           |                           |         | Grecia | 65                   |                      |  |  | 16 de agosto       | 16 de agosto       |
|  | 16 de agosto        | 16 de agosto        | 13 de agosto | Finlandia | 71                    |                       |              |              |                           |                           |         | Grecia | 65                   |                      |  |  | 16 de agosto       | 16 de agosto       |
|  | 16 de agosto        | 16 de agosto        |              |           | Israel                | 72                    |              |              | Georgia                   | 50                        |         |        |                      |                      |  |  | 16 de agosto       | 16 de agosto       |
|  | 16 de agosto        | 16 de agosto        | Israel       | 66        | Israel                | 72                    |              |              | Georgia                   | 50                        |         |        |                      |                      |  |  | 16 de agosto       | 16 de agosto       |
|  | 16 de agosto        | 16 de agosto        | Israel       | 66        |                       |                       |              |              |                           |                           |         |        |                      |                      |  |  | 16 de agosto       | 16 de agosto       |
|  | 16 de agosto        | 16 de agosto        |              |           | Georgia               | 70                    |              |              |                           |                           |         |        |                      |                      |  |  | 16 de agosto       | 16 de agosto       |
|  | Israel              | 91                  |              |           | Georgia               | 70                    | Grecia       | 62           |                           |                           |         |        |                      |                      |  |  |                    |                    |
|  | Israel              | 91                  | 13 de agosto |           |                       |                       | Grecia       | 62           |                           |                           |         |        |                      |                      |  |  |                    |                    |
|  | Estonia             | 70                  |              |           | Alemania              | 74                    |              |              |                           |                           |         |        |                      |                      |  |  |                    |                    |
|  | Estonia             | 70                  | Suiza        | 53        | Alemania              | 74                    |              |              |                           |                           |         |        |                      |                      |  |  |                    |                    |
|  |                     |                     | Suiza        | 53        | 15 de agosto          | 15 de agosto          | 15 de agosto | 15 de agosto |                           |                           |         |        |                      |                      |  |  |                    |                    |
|  |                     |                     | Rumania      | 67        | 15 de agosto          | 15 de agosto          | 15 de agosto | 15 de agosto |                           |                           |         |        |                      |                      |  |  |                    |                    |
|  | Partido 15.º puesto | Partido 15.º puesto | Rumania      | 67        | Suiza                 | 70                    |              |              |                           |                           | Rumania | 73     | Partido 11.º puesto  | Partido 11.º puesto  |  |  |                    |                    |
|  | Partido 15.º puesto | Partido 15.º puesto | 13 de agosto |           | Suiza                 | 70                    |              |              |                           |                           | Rumania | 73     | Partido 11.º puesto  | Partido 11.º puesto  |  |  |                    |                    |
|  | 16 de agosto        | 16 de agosto        |              |           | Estonia               | 83                    |              |              | Alemania                  | 99                        |         |        | 16 de agosto         | 16 de agosto         |  |  |                    |                    |
|  | Finlandia           | 63                  | Estonia      | 77        | Estonia               | 83                    | Georgia      | 88           | Alemania                  | 99                        |         |        |                      |                      |  |  |                    |                    |
|  | Finlandia           | 63                  | Estonia      | 77        |                       |                       | Georgia      | 88           |                           |                           |         |        |                      |                      |  |  |                    |                    |
|  | Suiza               | 53                  |              |           | Alemania              | 87                    |              |              | Rumania                   | 84                        |         |        |                      |                      |  |  |                    |                    |

#### Cuartos de final del 9.º-16.º puesto
| 13 de agosto de 2025 | Estonia                                                    | 77–87                                 | Alemania                                                 | Tiflis |  |
| 13:30                | Parciales: 15–24, 25–18, 17–24, 20–21                      | Parciales: 15–24, 25–18, 17–24, 20–21 | Parciales: 15–24, 25–18, 17–24, 20–21                    | |  |
|                      | Estadísticas Arula 21 Arula 11 Talviste, Kangur 5 Arula 31 | Reporte Pts Reb Asts Val              | Estadísticas 21 Jerkic 13 Plato 4 Drücke, Rieck 29 Plato | Pabellón: Palacio Olímpico de Tiflis Asistencia: 100 espectadores Árbitros: Orhan Çağrı Hekimoğlu Elias Anttonen Vojkan Živković |  |

| 13 de agosto de 2025 | Suiza                                                               | 53–67                                 | Rumania                                                 | Tiflis |  |
| 16:00                | Parciales: 14–21, 15–22, 13–10, 11–14                               | Parciales: 14–21, 15–22, 13–10, 11–14 | Parciales: 14–21, 15–22, 13–10, 11–14                   | |  |
|                      | Estadísticas Lebrun 8 Kamtchoua Nana 9 Orsenigo 6 Kamtchoua Nana 11 | Reporte Pts Reb Asts Val              | Estadísticas 18 Gae 12 Banica 7 Lapuste 19 Gae, Lapuste | Pabellón: Palacio Olímpico de Tiflis Asistencia: 100 espectadores Árbitros: Valerio Grigioni Mikheil Vartanov Denys Povorozniuk |  |

| 13 de agosto de 2025 | Israel                                                             | 66–70                                 | Georgia                                                                         | Tiflis |  |
| 18:30                | Parciales: 14–22, 12–15, 17–15, 23–18                              | Parciales: 14–22, 12–15, 17–15, 23–18 | Parciales: 14–22, 12–15, 17–15, 23–18                                           | |  |
|                      | Estadísticas Lewinthal 22 Orland 9 Orland, Abouloff 3 Lewinthal 20 | Reporte Pts Reb Asts Val              | Estadísticas 14 Pochkhua 10 Shervashidze 4 Trapaidze, Patashuri 15 Shervashidze | Pabellón: Palacio Olímpico de Tiflis Asistencia: 150 espectadores Árbitros: Alin Faur Domen Krajnc Martin Demierre |  |

| 13 de agosto de 2025 | Finlandia                                        | 70–85                                 | Grecia                                                     | Tiflis |  |
| 21:00                | Parciales: 20–18, 10–22, 22–18, 18–27            | Parciales: 20–18, 10–22, 22–18, 18–27 | Parciales: 20–18, 10–22, 22–18, 18–27                      | |  |
|                      | Estadísticas Tala 13 Tala 8 Kyntola 5 Kyntola 14 | Reporte Pts Reb Asts Val              | Estadísticas 25 Zoupas 7 Vontas 4 Tres jugadores 25 Zoupas | Pabellón: Palacio Olímpico de Tiflis Asistencia: 40 espectadores Árbitros: Can Mavisu Roberto Lucas Martínez Vlad-Theodor Cotrobas-Dascalu |  |

#### Semifinales del 13.º-16.º puesto
| 15 de agosto de 2025 | Suiza                                                | 70–83                                 | Estonia                                                      | Tiflis |  |
| 13:30                | Parciales: 15–15, 18–22, 19–30, 18–16                | Parciales: 15–15, 18–22, 19–30, 18–16 | Parciales: 15–15, 18–22, 19–30, 18–16                        | |  |
|                      | Estadísticas Riboni 15 Riboni 6 Orsenigo 7 Riboni 17 | Reporte Pts Reb Asts Val              | Estadísticas 18 Kangur 6 Taldrik, Arula 6 Talviste 22 Kangur | Pabellón: Palacio Olímpico de Tiflis Asistencia: 50 espectadores Árbitros: Alin Faur Gilbert Hoxha Denys Povorozniuk |  |

| 15 de agosto de 2025 | Finlandia                                      | 71–72                               | Israel                                                   | Tiflis |  |
| 16:00                | Parciales: 17–17, 9–6, 23–25, 22–24            | Parciales: 17–17, 9–6, 23–25, 22–24 | Parciales: 17–17, 9–6, 23–25, 22–24                      | |  |
|                      | Estadísticas Tala 19 Tala 11 Kyntola 5 Tala 25 | Reporte Pts Reb Asts Val            | Estadísticas 28 Lewinthal 8 Orland 8 Orland 23 Lewinthal | Pabellón: Palacio Olímpico de Tiflis Árbitros: Edgard Ceccarelli Domen Krajnc Vlad-Theodor Cotrobas-Dascalu |  |

#### Semifinales del 9.º-12.º puesto
| 15 de agosto de 2025 | Rumania                                                          | 73–99                                 | Alemania                                                          | Tiflis |  |
| 18:30                | Parciales: 17–36, 18–21, 21–20, 17–22                            | Parciales: 17–36, 18–21, 21–20, 17–22 | Parciales: 17–36, 18–21, 21–20, 17–22                             | |  |
|                      | Estadísticas Stanescu 14 Kovacs, Lapuste 4 Lapuste 6 Stanescu 18 | Reporte Pts Reb Asts Val              | Estadísticas 20 Volf, Plato Plato 10 Tchouaffe, Youdom 5 Plato 30 | Pabellón: Palacio Olímpico de Tiflis Asistencia: 30 espectadores Árbitros: Aurimas Borusas Roberto Lucas Martínez Vojkan Živković |  |

| 15 de agosto de 2025 | Grecia                                               | 65–50                                 | Georgia                                                       | Tiflis |  |
| 21:00                | Parciales: 13–16, 11–10, 22–12, 19–12                | Parciales: 13–16, 11–10, 22–12, 19–12 | Parciales: 13–16, 11–10, 22–12, 19–12                         | |  |
|                      | Estadísticas Zoupas 24 Ioannidis 6 Manis 6 Zoupas 27 | Reporte Pts Reb Asts Val              | Estadísticas 19 Patashuri 6 Pochkhua 5 Patashuri 17 Patashuri | Pabellón: Palacio Olímpico de Tiflis Asistencia: 150 espectadores Árbitros: Can Mavisu Elias Anttonen Martin Demierre |  |

#### Partido por el 15.º puesto
| 16 de agosto de 2025 | Finlandia                                           | 63–53                               | Suiza                                                     | Tiflis |  |
| 11:30                | Parciales: 11–19, 12–16, 16–9, 24–9                 | Parciales: 11–19, 12–16, 16–9, 24–9 | Parciales: 11–19, 12–16, 16–9, 24–9                       | |  |
|                      | Estadísticas Humpert 16 Tala 7 Kyntola 4 Bangura 15 | Reporte Pts Reb Asts Val            | Estadísticas 13 Solazzi 7 Nana, Corzani 3 Paraiso 14 Nana | Pabellón: Palacio Olímpico de Tiflis Asistencia: 40 espectadores Árbitros: Alin Faur Roberto Lucas Martínez Vojkan Živković |  |

#### Partido por el 13.º puesto
| 16 de agosto de 2025 | Israel                                                           | 91–70                                 | Estonia                                             | Tiflis |  |
| 13:30                | Parciales: 28–19, 19–11, 16–19, 28–21                            | Parciales: 28–19, 19–11, 16–19, 28–21 | Parciales: 28–19, 19–11, 16–19, 28–21               | |  |
|                      | Estadísticas Sokolovski 32 Sokolovski 9 Abouloff 7 Sokolovski 36 | Reporte Pts Reb Asts Val              | Estadísticas 16 Kangur 8 Kangur 6 Arula 15 Talviste | Pabellón: Tbilisi Arena Asistencia: 50 espectadores Árbitros: Ritvars Helmšteins Tomasz Wit Łangowski Denys Povorozniuk |  |

#### Partido por el 11.º puesto
| 16 de agosto de 2025 | Grecia                                                                      | 62–74                                 | Alemania                                                       | Tiflis |  |
| 19:00                | Parciales: 11–15, 12–21, 20–25, 19–13                                       | Parciales: 11–15, 12–21, 20–25, 19–13 | Parciales: 11–15, 12–21, 20–25, 19–13                          | |  |
|                      | Estadísticas Kapirelis 17 Meggos, Kapirelis 5 Tres jugadores 3 Kapirelis 17 | Reporte Pts Reb Asts Val              | Estadísticas 20 Plato 7 Drücke, Plato 4 Drücke, Rieck 25 Plato | Pabellón: Palacio Olímpico de Tiflis Asistencia: 30 espectadores Árbitros: Valerio Grigioni Elias Anttonen Vlad-Theodor Cotrobas-Dascalu |  |

#### Partido por el 9.º puesto
| 16 de agosto de 2025 | Georgia                                                                | 88–84                                 | Rumania                                         | Tiflis |  |
| 16:30                | Parciales: 23–20, 24–17, 18–24, 23–23                                  | Parciales: 23–20, 24–17, 18–24, 23–23 | Parciales: 23–20, 24–17, 18–24, 23–23           | |  |
|                      | Estadísticas Pochkhua 23 Pochkhua 8 Trapaidze, Patashuri 6 Pochkhua 18 | Reporte Pts Reb Asts Val              | Estadísticas 17 Gae 10 Stanescu 5 Gae 19 Borcan | Pabellón: Palacio Olímpico de Tiflis Asistencia: 500 espectadores Árbitros: Can Mavisu Domen Krajnc Martin Demierre |  |

## Medallero
| Lituania | Serbia | Eslovenia |
| Gabrielius Buivydas Arnas Erlickis Kristupas Sabeckas Lukas Lukošiūnas Paulius Veliulis Benas Biržinis Jokūbas Kukta Rojas Stankevicius Simas Raščius Lukas Šiškauskas Joris Sinica Augustas Kičas | Luka Galić Vuk Stepanovic Ognjen Simjanovski Marko Veselinović Matija Lukic Vaso Šaponjić Luka Miladinovic Petar Bjelica Nikola Kusturica Lazar Miličić Luka Janjušević Luka Pavlović | Hugo René Godec Aleks Pejić Rupnik Nejc Slapnik Martin Tršan Tim Hegić Bor Ogorevc Maks Anderlič Bine Pregl Matic Rezec Lun Jarc Rok Ilić Nejc Rožnik |

## Estadísticas

### Clasificación final
– Clasificados al Mundial 2026.
     – Clasificado al Mundial 2026 como anfitrión.
     – Desciende a la División B.
| Pos.              | Equipo    | G-P | PF  | PC  | Dif. |
| ----------------- | --------- | --- | --- | --- | ---- |
| Medalla de oro    | Serbia    | 6–1 | 655 | 502 | +153 |
| Medalla de plata  | Lituania  | 5–2 | 603 | 557 | +46  |
| Medalla de bronce | Eslovenia | 5–2 | 521 | 515 | +6   |
| 4º                | Italia    | 4–3 | 533 | 504 | +29  |
| 5º                | Francia   | 6–1 | 654 | 417 | +237 |
| 6º                | Letonia   | 5–2 | 570 | 503 | +67  |
| 7º                | Turquía   | 5–2 | 587 | 502 | +85  |
| 8º                | España    | 4–3 | 607 | 580 | +27  |
| 9º                | Alemania  | 4–3 | 533 | 530 | +3   |
| 10º               | Grecia    | 3–4 | 476 | 493 | -17  |
| 11º               | Georgia   | 2–5 | 463 | 603 | -140 |
| 12º               | Rumania   | 1–6 | 514 | 608 | -94  |
| 13º               | Israel    | 3–4 | 529 | 536 | -7   |
| 14º               | Estonia   | 1–6 | 486 | 629 | -143 |
| 15º               | Finlandia | 1–6 | 436 | 546 | -110 |
| 16º               | Suiza     | 1–6 | 402 | 544 | -142 |

### Clasificados alMundial Sub-17 de 2026
| Bandera de Serbia | Bandera de Lituania | Bandera de Eslovenia | Bandera de Italia | Bandera de Francia |
| Serbia            | Lituania            | Eslovenia            | Italia            | Francia            |
| ----------------- | ------------------- | -------------------- | ----------------- | ------------------ |

### Líderes

#### Jugadores
| Jugador          | PPP  |
| ---------------- | ---- |
| Ömer Kutluay     | 24,1 |
| Angelos Zoupas   | 20,6 |
| Nathan Soliman   | 20   |
| Nikola Kusturica | 20   |
| Eshel Lewinthal  | 18,4 |

| Jugador           | RPP  |
| ----------------- | ---- |
| Ömer Alp Elitaş   | 10,6 |
| Nathan Soliman    | 10   |
| Petar Bjelica     | 9,7  |
| Benjamin Berrouet | 9,3  |
| Joseph Tala       | 8,3  |

| Jugador          | APP |
| ---------------- | --- |
| Aaron Towo-Nansi | 6,6 |
| Ömer Kutluay     | 6   |
| Robert Kangur    | 5,3 |
| Guillem Tazo     | 5,1 |
| Saba Patashuri   | 5   |

| Jugador                | TPP |
| ---------------------- | --- |
| Messi Yangala          | 1,9 |
| Nathan Soliman         | 1,9 |
| Yehonatan Silbershtein | 1,9 |
| Robert Valdis Berzins  | 1,7 |
| Nikola Kusturica       | 1,6 |
| Paul-Julius Plato      | 1,6 |
| Benjamin Berrouet      | 1,6 |

| Jugador                 | SPP |
| ----------------------- | --- |
| Aaron Towo-Nansi        |     |
| Martin Tršan            |     |
| Sebastian-Petru Lapuste |     |
| Alassane Traoré         |     |
| Nicolo Ronci            |     |

| Jugador           | EPP  |
| ----------------- | ---- |
| Nathan Soliman    | 26,1 |
| Petar Bjelica     | 25,1 |
| Nikola Kusturica  | 23,9 |
| Ömer Kutluay      | 21,4 |
| Paul-Julius Plato | 19,4 |
| Angelos Zoupas    | 19,4 |

#### Equipos
| Equipo   | PPP  |
| -------- | ---- |
| Serbia   | 93,6 |
| Francia  | 93,4 |
| España   | 86,7 |
| Lituania | 86,1 |
| Turquía  | 83,9 |

| Equipo  | RPP  |
| ------- | ---- |
| Letonia | 46,9 |
| Serbia  | 45,4 |
| Francia | 44,9 |
| Turquía | 44,1 |
| España  | 43,4 |

| Equipo    | APP  |
| --------- | ---- |
| Francia   | 23,3 |
| España    | 22   |
| Lituania  | 21,1 |
| Serbia    | 21,1 |
| Eslovenia | 18,1 |

| Equipo  | TPP |
| ------- | --- |
| Letonia | 6,7 |
| Francia | 6,6 |
| Serbia  | 5,9 |
| España  | 5,1 |
| Turquía | 4,7 |

| Equipo  | SPP  |
| ------- | ---- |
| Francia | 18,7 |
| Italia  | 13,6 |
| Rumania | 12,3 |
| España  | 12   |
| Turquía | 11,6 |

| Equipo   | EPP   |
| -------- | ----- |
| Francia  | 122,3 |
| Serbia   | 114,9 |
| España   | 97,6  |
| Turquía  | 96,1  |
| Lituania | 95    |

## Premios y reconocimientos
| Quinteto ideal                                                             |
| -------------------------------------------------------------------------- |
| Nikola Kusturica Gabrielius Buivydas Petar Bjelica Nathan Soliman Lun Jarc |
| MVP: Nikola Kusturica                                                      |